# 怀念 (歌曲)
《怀念》（葡萄牙語：Sodade）是一首在1950年代由阿尔曼多·泽费里诺·索阿雷斯创作的一首佛得角慢节奏Coladeira形式的歌曲。此首歌曲由切萨里亚·埃沃拉在她1992年《Miss Perfumado》专辑中演唱而为世人熟知。歌曲原名“Sodade”是葡萄牙语名词“saudade”（萨乌达德）的佛得角变体。
这首歌曲的著作权曾存在争议，2006年12月法庭裁决索阿雷斯为此首歌曲的作者。

## 背景
《怀念》这首歌曲描叙的是佛得角移民所经受的思乡情怀。多个世纪以来佛得角人经常出海航行及移居国外，不停地问道“谁把你带向远方的路?”（""） 自19世纪早期以来佛得角人开始自愿地移居至世界各地。最早有关佛得角移民的记录是移民至新英格兰，因为他们具有高超的航海技术被雇佣为捕鲸船员和船长。这引发了佛得角人自愿移民至新英格兰的潮流，并在干旱灾害时及从葡萄牙独立后的移民潮开辟了道路。
然而，《怀念》只是在包括捕鲸时期在内的佛得角移民历史中创作的众多歌曲之一。朋友和家人动身启程时通常唱一种叫莫尔纳（Morna）类型的歌曲做告别。像《怀念》这样的歌曲是这种传统留下来的一种踪影，并表现了跟两个世纪以来佛得角人移民历史相联系的一种思乡情怀。很多歌曲，像《怀念》这首歌一样，是为了告别钟爱的人而所创作的。
佛得角人全球移民的历史是为什么莫尔纳歌词，例如《怀念》的歌词，经常有点忧郁和思乡情结的原因。